# Europacup I hockey vrouwen 2012
De Euro Hockey Club Champions Cup 2012 (Europacup) was de 39ste editie van dit Europese bekertoernooi voor vrouwenhockeyclubs.
Er werd gespeeld in twee delen van 6 tot en met 9 april in Brussel en San Sebastian en van 25 tot en met 27 mei 2012 in Amsterdam. Het deelnemersveld bestond uit twaalf teams. HC 's-Hertogenbosch verdedigde op dit toernooi de titel, maar verloor in de finale van Laren (0-1).

## Poulewedstrijden

### Poule A
Locatie: San Sebastian
| Team             | Pnt | Gespeeld | W | G | V | DV | DT | DS |
| ---------------- | --- | -------- | - | - | - | -- | -- | -- |
| 's-Hertogenbosch | 10  | 2        | 2 | 0 | 0 | 9  | 0  | +9 |
| Real Sociedad    | 5   | 2        | 1 | 0 | 1 | 2  | 4  | −2 |
| Atasport         | 1   | 2        | 0 | 0 | 2 | 0  | 7  | −7 |

Vrijdag 6 april 2012
- 14.30 A HC 's-Hertogenbosch - Real Sociedad 4-0 (2-0)

Zaterdag 7 april 2012
- 14.30 A Atasport - HC 's-Hertogenbosch 0-5 (0-2)

Zondag 8 april 2012
- 14.30 A Real Sociedad - Atasport 2-0 (0-0)

### Poule B
Locatie: San Sebastian
| Team                   | Pnt | Gespeeld | W | G | V | DV | DT | DS  |
| ---------------------- | --- | -------- | - | - | - | -- | -- | --- |
| Uhlenhorster HC        | 10  | 2        | 2 | 0 | 0 | 12 | 0  | +12 |
| SHVSM Izmaylovo Moskou | 5   | 2        | 1 | 0 | 1 | 3  | 8  | −5  |
| Leicester HC           | 1   | 2        | 0 | 0 | 2 | 2  | 9  | −7  |

Vrijdag 6 april 2012
- 12.00 B Uhlenhorster HC - Leicester HC 6-0 (3-0)

Zaterdag 7 april 2012
- 12.00 B SHVSM Izmaylovo Moskou - Uhlenhorster HC 0-6 (0-1)

Zondag 8 april 2012
- 12.00 B Leicester HC - SHVSM Izmaylovo Moskou 2-3 (0-1)

### Poule C
Locatie: Brussel
| Team                 | Pnt | Gespeeld | W | G | V | DV | DT | DS |
| -------------------- | --- | -------- | - | - | - | -- | -- | -- |
| THC Klipper          | 10  | 2        | 2 | 0 | 0 | 4  | 1  | +3 |
| Royal Wellington THC | 6   | 2        | 1 | 0 | 1 | 2  | 2  | 0  |
| Reading HC           | 2   | 2        | 0 | 0 | 2 | 1  | 4  | −3 |

Vrijdag 6 april 2012
- 15.00 C Reading HC - Royal Wellington THC 0-2 (0-2)

Zaterdag 7 april 2012
- 13.00 C THC Klipper - Royal Wellington THC 2-0 (1-0)

Zondag 8 april 2012
- 12.30 C Reading HC - THC Klipper 1-2 (0-1)

### Poule D
Locatie: Brussel
| Team          | Pnt | Gespeeld | W | G | V | DV | DT | DS |
| ------------- | --- | -------- | - | - | - | -- | -- | -- |
| Laren         | 10  | 2        | 2 | 0 | 0 | 13 | 0  | 13 |
| Club de Campo | 5   | 2        | 1 | 0 | 1 | 3  | 7  | −4 |
| Rhythm Grodno | 1   | 2        | 0 | 0 | 2 | 1  | 10 | −9 |

Vrijdag 6 april 2012
- 12.30 D Laren - Rhythm Grodno 7-0 (4-0)

Zaterdag 7 april 2012
- 15.30 D Club de Campo - Laren 0-6 (0-1)

Zondag 8 april 2012
- 15.00 D Rhythm Grodno - Club de Campo 1-3 (0-1)

## Tweede ronde

### Plaats 9 tot 12
| 9 april 2012 10:00 UTC+2                                                                                       |                  |                     |                                                          |
| A3 Atasport | 5:1 (3:1)        | B3 Leicester HC     | San Sebastian Scheidsrechters: Nicole Wajer Julia Blasek |
| 9' Irma Laskevice 10' Myungsoon Mammadova 34' Khatira Aliyeva (sc) 41' Khatira Aliyeva (sc) 50' Zhun Mammadova | Wedstrijdverslag | 30' Lucy Brown (sc) | San Sebastian Scheidsrechters: Nicole Wajer Julia Blasek |

| 9 april 2012 10:00 UTC+2 |                  |                                              |                                                              |
| C3 Reading HC            | 1:2 (0:2)        | D3 Rhythm Grodno                             | Brussel Scheidsrechters: Marine de Witte Caroline Brunekreef |
| 53' Liana Smith          | Wedstrijdverslag | 5' Shyntar Volha (sc) 30' Shyntar Volha (sc) | Brussel Scheidsrechters: Marine de Witte Caroline Brunekreef |

### Kwartfinales
| 9 april 2012 12:15 UTC+2                                                          |                  |                  |                                                          |
| B1 Uhlenhorster HC                                                                | 4:1 (3:0)        | A2 Real Sociedad | San Sebastian Scheidsrechters: Elena Eskina Janice Tasho |
| 4' Marie Mavers (sc) 20' Jennifer Plass 30' Pia Oldhafer 51' Eileen Hoffmann (sc) | Wedstrijdverslag | 37' M E Guajardo | San Sebastian Scheidsrechters: Elena Eskina Janice Tasho |

| 9 april 2012 12:15 UTC+2 |                  |                                          |                                                                    |
| C1 THC Klipper           | 0:2 (0:0, 0:0)   | D2 Club de Campo                         | Brussel Scheidsrechters: Stephanie Judefind Liudmila Aleinikoviene |
|                          | Wedstrijdverslag | 76' Barbara Malda (sb) 77' Barbara Malda | Brussel Scheidsrechters: Stephanie Judefind Liudmila Aleinikoviene |

| 9 april 2012 14:30 UTC+2 |                  |                           |                                                               |
| A1 HC 's-Hertogenbosch | 6:0 (4:0)        | B2 SHVSM Izmaylovo Moskou | San Sebastian Scheidsrechters: Carol Metchette Blanca Beltran |
| 9' Maartje Paumen (sc) 10' Maartje Paumen (sc) 18' Lidewij Welten 24' Colette de Beaumont 37' Vera Vorstenbosch 39' Maartje Paumen (sc) | Wedstrijdverslag |                           | San Sebastian Scheidsrechters: Carol Metchette Blanca Beltran |

| 9 april 2012 14:30 UTC+2 |                  |                         |                                                   |
| D1 Laren | 9:0 (5:0)        | C2 Royal Wellington THC | Brussel Scheidsrechters: Lia Waine Belen Gonzales |
| 6' Willemijn Bos (sc) 15' Willemijn Bos (sc) 24' Macey de Ruiter (sc) 29' Carlijn Welten 32' Noortje Schortinghuis 48' Kim Lammers 54' Carlijn Welten 60' Wieke Dijkstra 69' Macey de Ruiter | Wedstrijdverslag |                         | Brussel Scheidsrechters: Lia Waine Belen Gonzales |

## Finale ronde

### Halve finales
| 25 mei 2012 17:30 UTC+2 |                  |               |                                                      |
| HC 's-Hertogenbosch     | 1:0 (0:0)        | Club de Campo | Amsterdam Scheidsrechters: Elena Eskina Sarah Wilson |
| 40' Maartje Paumen (sb) | Wedstrijdverslag |               | Amsterdam Scheidsrechters: Elena Eskina Sarah Wilson |

| 25 mei 2012 20:00 UTC+2                                                                                       |                  | |                                                        |
| Laren | 5:4 (3:3, 1:2)   | Uhlenhorster HC                                                                                          | Amsterdam Scheidsrechters: Carol Metchette Ivona Makar |
| 20' Julia Muller 45' Wieke Dijkstra (sc) 67' Carlijn Welten Doelpunten in shootout Naomi van As Willemijn Bos | Wedstrijdverslag | 5' Marie Mavers 30' Eileen Hoffmann 69' Janne Muller-Wieland (sc) Doelpunten in shootout Eileen Hoffmann | Amsterdam Scheidsrechters: Carol Metchette Ivona Makar |

### 3de/4de plaats
| 26 mei 2012 17:00 UTC+2 |                  |                                                      |                                                     |
| Club de Campo           | 1:3 (1:1, 1:1)   | Uhlenhorster HC                                      | Amsterdam Scheidsrechters: Ivona Makar Sarah Wilson |
| 31' Olalla Pineiro      | Wedstrijdverslag | 7' Eileen Hoffmann 76' Eileen Hoffmann 78' Lisa Hahn | Amsterdam Scheidsrechters: Ivona Makar Sarah Wilson |

### Finale
| 27 mei 2012 12:00 UTC+2 |                  |                 |                                                        |
| HC 's-Hertogenbosch     | 0:1 (0:1)        | Laren           | Amsterdam Scheidsrechters: Ivona Makar Carol Metchette |
|                         | Wedstrijdverslag | 25' Kim Lammers | Amsterdam Scheidsrechters: Ivona Makar Carol Metchette |

## Kampioen
| EuroHockey Club Champions Cup 2012 (Europacup I 2012) |
| ----------------------------------------------------- |
| Laren 1ste titel                                      |